# Manuel Pena
Manuel Pena Gómez es un director de cine español nacido en Bueu (Pontevedra) en 1980. Su multi-disciplinar trayectoria también le ha llevado a dirigir desde el año 2008 el Festival Internacional de Cortometrajes de Bueu.
Como cineasta ha dirigido hasta la fecha 4 cortometrajes y realizado numerosas piezas audiovisuales (siendo seleccionado en más de cien festivales internacionales y recibido numerosos premios). También ha producido obras para otros autores.
En su faceta como director del Festival Internacional de Cortometrajes de Bueu ha situado el evento como una de las principales citas cinematográficas españolas centradas en la difusión de la producción internacional de cortometrajes. 

## Principal filmografía como director
- La Canción de Fémerlin (2005)
- Ipso Facto (2003)
- Ruido Blanco(2002)
- Hipotálamo (2002)

- Datos: Q11690688